# Chrysotus bellulus
Chrysotus bellulus är en tvåvingeart som beskrevs av Van Duzee 1932. Chrysotus bellulus ingår i släktet Chrysotus och familjen styltflugor. Inga underarter finns listade i Catalogue of Life.